# Frank Schütze
Frank Schütze (* 2. Juli 1956 in Uelzen) ist ein ehemaliger deutscher Ruderer, der für die Bundesrepublik Deutschland antrat.
Der 1,87 m große Ruderer vom Hannoverschen Ruder-Club von 1880 war 1974 mit dem Achter Juniorenweltmeister. Bei den Olympischen Spielen in Montreal belegte er 1976 mit dem Achter den vierten Platz. Im Jahr darauf ruderte Schütze bei den Weltmeisterschaften im Vierer mit Steuermann. In der Besetzung Gabriel Konertz, Wolfram Thiem, Frank Schütze, Klaus Meyer und Steuermann Helmut Sassenbach gewann das Boot die Silbermedaille hinter dem Boot aus der DDR. 1978 trat der Vierer in der Besetzung Wolf-Dietrich Oschlies, Thiem, Schütze, Konertz und Sassenbach an und gewann bei den Weltmeisterschaften 1978 erneut die Silbermedaille hinter der DDR. Bei den Weltmeisterschaften 1979 gewannen Andreas Görlich, Schütze, Thiem, Oschlies und Manfred Klein die Bronzemedaille hinter den Booten aus der DDR und der Sowjetunion. Nach dem wegen des Olympiaboykotts verpassten Olympiastart 1980 beendete Frank Schütze seine internationale Karriere.
Schütze gewann insgesamt 14 deutsche Meistertitel: Von 1976 bis 1980 siegte er mit Wolfram Thiem im Zweier ohne Steuermann. Von 1977 bis 1980 gewann er im Vierer mit Steuermann. Und schließlich siegte er von 1976 bis 1980 mit dem Achter.